# 普罗维杰尼亚
普罗维杰尼亚（羅馬化：Provideniya）是俄罗斯最东端的市级镇，属楚科奇自治区管辖，为该自治区普罗维杰尼亚区行政中心及规模最大聚居地，也是该区唯一的一座市级镇。地处楚科奇自治区东部，位于白令海内普罗维杰尼亚湾沿岸，在自治区首府阿纳德尔东约443公里处。设有普罗维杰尼亚湾机场，有通往阿纳德尔的定期航班。
1933年开始形成聚落，1946年正式成立，1957年设市级镇，成为同名区行政中心。2022年人口有2,163人；2010年人口1,970；2002年人口2,723；1989年人口5,432。